# Скенеове жлезде
Скенеове жлезде су два мала канала које се налазе у предњем зиду роднице, дуж леве и десне старане мокраћне цеви (уретре). Део су сложеног женског мокраћнополног ситема. Луче секрет који врши подмазивању отвора мокраћне цеви и окружени су ткивом које набубри крвљу за време сексуалног узбуђења.
Иако се сматра да су оне хомологне са простатном жлездом мушкараца и даље се води расправа о функцији Скенеових жлезда, чија је једна од улога излучивање секрета који помаже у подмазивању отвора мокраћне цеви, а друга, вероватно, допринос антимикробним факторима за заштиту мокраћног система од инфекција.
Симптоми који могу бити последица њиховог поремећеног рада треба пратити, јер у неким случајевима, изазивају компликације као што су инфекције, цисте доброћудног (бенигног) и злоћудног (малигног) облика.

## Називи
Скенеове жлезде – Скенеови канали – Мале вестибуларне жлезде – Парауретралне жлезде –  Периуретралне жлезде  – Женски хомолози простате – Женска простата.

## Историја
Иако је ове жлезде крајем 19. века први описао француски хирург Alexander Johnston Chalmers Skene (1816-1895), оне носе епоним по шкотском гинекологу Александеру Скенеу, који их је описао у западној медицинској литератури 1880. године.
Године 2002., Federative International Committee on Anatomical Terminology предложио је за Скенерове жлезде термин женска простата у делу Terminologia Histologica. Затим је у издању из 2008. године напоменуто да је термин уведен "због морфолошког и имунолошког значаја структуре".

## Анатомија и физиологија
Скенеове жлезде налазе се око подручја вулве, на предњем зиду роднице, и око доњег краја мокраћне цеви. Оне су  хомологне са простатном жлездом мушкараца, јер садрже бројне микроанатомске структуре које су заједничке са простатном жлездом, као што су секреторне ћелије. Једино заједничко је да доводе секрет у мокраћну цев. Када се прегледају електронским микроскопом, Скенеове и простатне жлезде показују сличне секреторне структуре.
Два Скенеова канала воде од Скенеових жлезда до места на површини вулве, лево од отвора мокраћне цеви, а десно од отвора Бартолинијебве жлезде, одакле су структурно способне за излучивање секрета.
Научници верују да излучивање секрета из ових жлезда може бити један од фактора женске ејакулације. Иако порекло и место производње женског ејакулата није доказано, претпоставља да он настаје у Скенеовим жлездама. Женски ејакулат, који може настати током сексуалне активности за неке жене, посебно током женског оргазма, садрже биохемијске маркере сексуалне функције попут људских мокраћних протеина и ензим ПДЕ5, док су жене без жлезде имале нижу концентрацију ових протеина.
Доказано је да се велика количина секрета може излучити из ових жлезда када се стимулисане унутар роднице. Такође сматра се да Скенерове жлезде садрже антимикробне материје и да утичу на превенцију инфекција мокраћних путева. Попут простате код мушкараца, Скенеове жлезде играју важну улогу у сексуалном здрављу жене. У тренутку сексуалног узбуђења, и Скенеове жлезде и клиторис се повећавају, јер су испуњеније крвљу. Када су активне луче секрет који садрже слуз, а то утиче на влажност током вагиналног односа.

## Клинички значај
Поремећаји или дисфункције Скенеових жлезда укључују:

### Запаљење Скенове жлезде
Запаљење Скенове жлезде (скенитис) или инфекција Скенеових жлезда, најчешће је узроковано гонорејом, али може бити узрокована и било којом другом уринарном инфекцијом. Може да се прошири и изазове упалу и околних ткива. Скенитис даје неке од идентичних симптома као и инфекција мокраћних канала, али може да се јави и бол у карлици, као и бол током сексуалног односа. Ова инфекција се углавном лечи антибиотицима, а ако узнапредује, можда ће бити потребна хируршка интервенција.

### Рак Скенеових жлезда
Рак Скенеових жлезда је могућ, али се јавља изузетно ретко. Сумња се да злоћудне цисте могу да буду последица нелеченог скенитиса. Цисте блокирају отвор мокраћне цеви, доводећи до немогућности мокрења, односно задржавања мокраће. То је и најчешћи разлог накупљања токсичних материја у организму. Додатна дијагностика, попут магнетне резонанце (МРИ) може да помогне у потврди појаве рака циста Скенеових жлезда. Појава беличаста течност налик млеку, може бити један од симптома који се не сме зенамарити. Ако се открије на време, ова врста рака може да се лечи радиотерапијом, или хируршком интервенцијом. Операција је неопходна у случају ширења рака на мокраћну цев или мокраћну бешику.

### Доброћудне цисте Скенеових жлезда
Канали Скенеових жлезда могу се трансформишу у цисте дуж Скенеових жлезда. У таквим случајевима, опција лечења је пункција цисте или ексцизиона дренажа.

## Превенција
И доброћудне цисте Скенеових жлезда, као и злоћудни рак Скеноевих жлезда, иако се јављају ретко, морају се лечити правовремено како би се спречло комплексније нарушавање здравственог стања.